# Pairiká

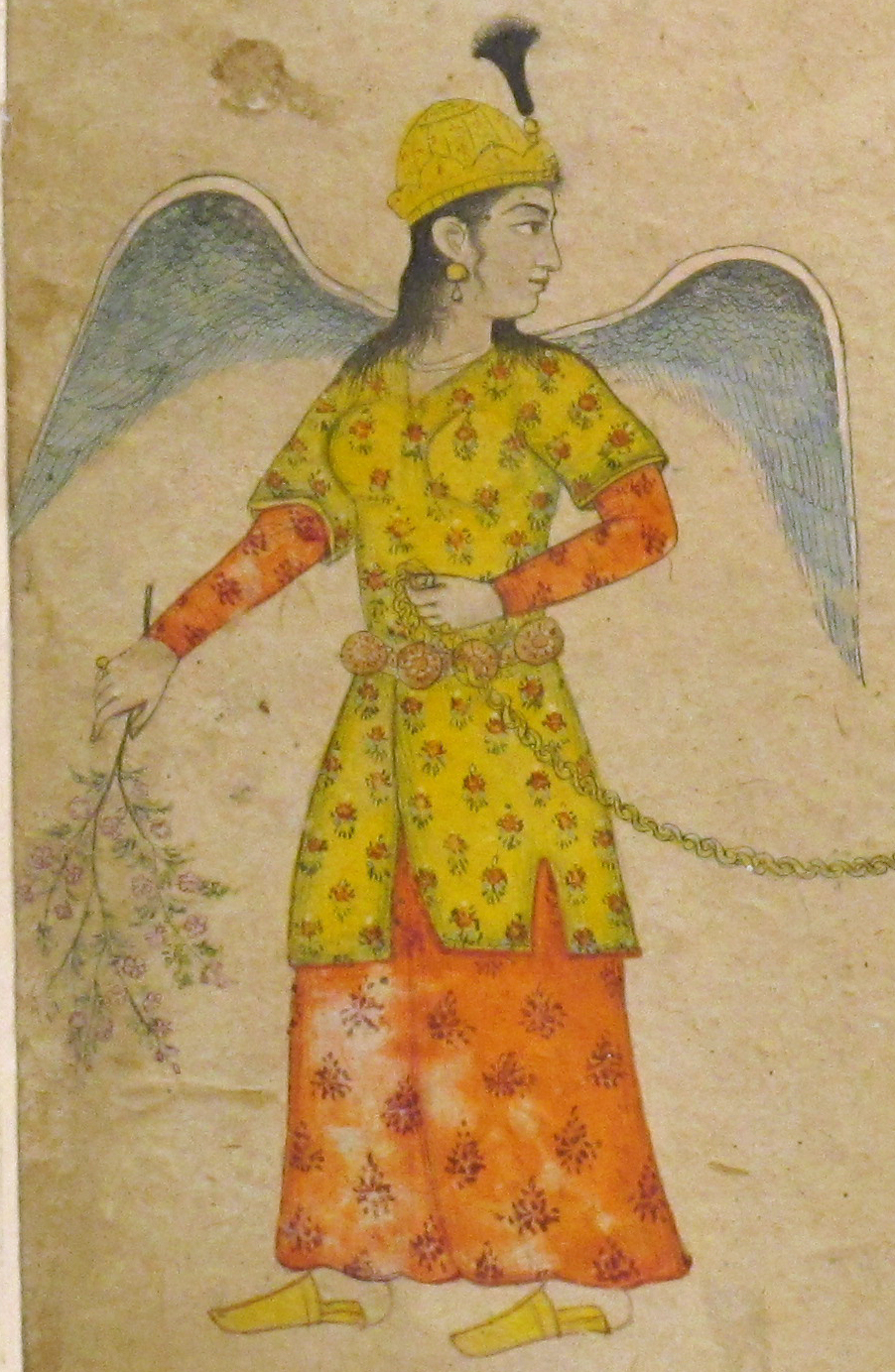
Parí na indické miniatuře z 19. století

Pairiká je v zarathušrismu a perské mytologii ženská démonická bytost, často přirovnávaná k evropským čarodějnicím a vílám. Zatímco v Avestě jsou pairiky zcela zlovolné, tak ve středoperských textech mívá tato bytost pod jménem paríg někdy pozitivnější charakter a v novoperštině je parí krásnou a dobrotivou vílou..
V Avestě pairiky vystupují ve společnosti „daévů, zlých lidí a čarodějů“ a utíkají před Zarathuštrou poté, co pronesl modlitbu. Pitaona, jeden ze zloduchů zabitých hrdinou Keresáspou, je v Zamjád jaštu označen jako ten, kdo byl „velmi oddán čarodějkám“. V Jasnu 16 a 68 je zmiňována muš pairiká „krysí čarodějka“, která je spojována s démonkou Ázi „Nenasytností“, a proti oběma jsou vzývány Ápas „Vody“. Lingvista Hermann Güntert spojil její jméno se sanskrtským muška „pohlavní orgány“, perským mošk „pižmo“ a starořeckým mús leukos „bílá myš, zvrhlík“, a považoval ji za démonku chtíče. V Tír jaštu jsou pairiky, přirovnávané k padajícím hvězdám, přemoženy Tištrjou, jazatou deště a hvězdy Sirius. Na dalších místech mladší Avesty je za jejich nepřítele označen Mithra a jsou spojovány se špatnou úrodou a nočními můrami. Iranista Siamak Adhami avestánské pairiky přirovnává s různým ženským démonům, které z mužu vysávají životní sílu, jako jsou středověké sukuby, židovská Lilith nebo slovanské rusalky.
Ve středoperských zdrojích jsou parígy spojovány s chtíčem a modloslužebnictvím, a vystupují společně s démony a čaroději. Jedna z nich, která měla podobu psa, byla zabita hrdinou Srídem. V Bundahišnu je zmiňováno, že král Džam s démony zplodili pokolení opic, medvědů a „obyvatel lesa“, přičemž démony jsou snad myšleny právě parígy. Jako zlovolné bytosti se objevují také v manicheistické literatuře. V několika pasážích středoperského překladu Vendídádu a Nírangistánu, ale mají parígy spíše pozitivní charakter a v textu Památka Džamáspova je pro svou krásu manželka krále Hušanga přirovnávána právě k nim.
V novoperských textech, vzniklých po islamizaci Íránu, jako je Šáhnáme, mají parí až na výjimky pozitivní charakter a lze je přirovnat k vílám či nymfám. Často jsou doprovázeny džiny a někdy jsou označovány jako „ty co jsou lepší než my“, což orientalista Reynold A. Nicholson a iranista Arthur Christensen srovnali s evropským označováním vil jako „dobrých lidí“. Bilqís, královna ze Sáby, je označována za dceru čínského císaře a parí, a Parízáda „Dcera parí“ je jednou z postav Tisíce a jedné noci. Současní íránští zarathuštristé pro parí prostírají hostinu na trávníku.
Pod jménem peri, pari nebo bari se objevují také v pověstech Núristánců a Kalašů v Hindúkuši jako dobrotivé horské víly. Podle jednoho z podání žijí na Tirič Míru, nejvyššího hoře Hindúkuše, jsou označovány jako nangini „matky“, a vládnou divokým zvířatům a počasí. Arménština přejala perské slovo v podobě parik jako označení pro vílu.